# Hugh Henry Brackenridge

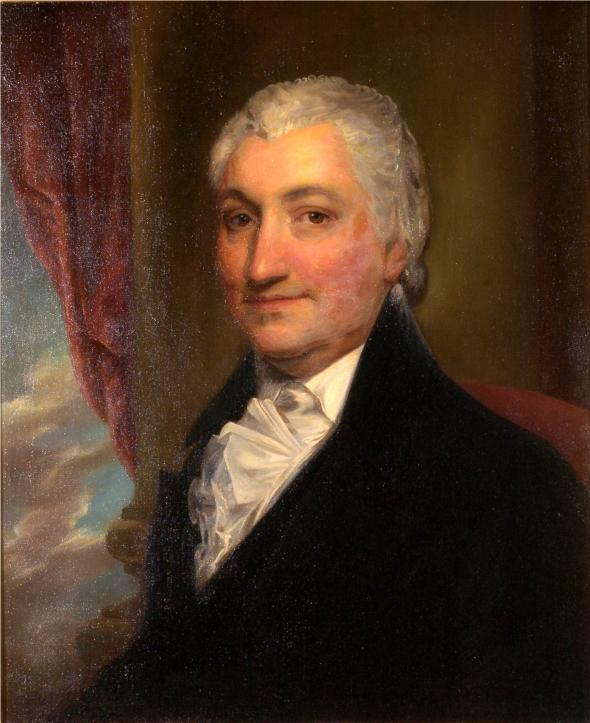
Hugh Henry Brackenridge

Hugh Henry Brackenridge (Campbeltown, 1748 - Carlisle, 25 juni 1816) was een Schots-Amerikaanse schrijver, advocaat en rechter van het Hooggerechtshof van Pennsylvania. Hij richtte zowel de Pittsburgh Academy - die tegenwoordig bekendstaat als de Universiteit van Pittsburgh - op als een krant met de naam Pittsburgh Gazette. Tegenwoordig heet deze krant de Pittsburgh Post-Gazette.

## Biografie
Toen Hugh Henry Brackenridge vijf jaar oud was, emigreerden zijn ouders vanuit Schotland naar York County. Toen Brackenridge 19 jaar was ging hij naar het college van New Jersey (de huidige Princeton-universiteit) waar hij in contact kwam met Philip Freneau, James Madison en anderen met wie hij de American Whig Society oprichtte, een tegenreactie op de Tory-partij ofwel Cliosophic Society (tegenwoordig zijn deze twee partijen verenigd in de American Whig–Cliosophic Society). Samen met Freneau werkte Brackenridge aan een satire over Amerikaanse manieren, Father Bombo's Pilgrimage to Mecca, waarvan wel wordt gedacht dat de eerste prozaïsche fictie is die in Amerika is geschreven. Ook schreven ze het profetische gedicht The Rising Glory of America, waarin de voorspelling werd gedaan dat een verenigde natie het hele Noord-Amerikaanse continent zou overheersen.
Na zijn afstuderen studeerde Brackenridge nog een jaar theologie. In 1772 werd hij met Freneau als zijn assistent directeur van een academie in Somerset County. Hij ging terug naar Princeton en behaalde daar een Master, waarna hij in het leger van George Washington als parochievicaris diende en de soldaten die aan de Amerikaanse Onafhankelijkheidsoorlog meededen patriottistische preken voorlas. In 1778 richtte hij in Philadelphia het tijdschrift United States Magazine op waarin hij de gedichten van zijn vriend Freneau publiceerde, maar dat niet erg succesvol werd. Hij behaalde een graad in de rechten nadat hij onder Samuel Chase in Annapolis had gestudeerd. In 1780 werd hij toegelaten tot de advocatuur van Philadelphia, maar omdat hij in deze stad geen heil zag trok hij vier maanden later over de Appalachen naar Pittsburgh, dat toen een dorp met 400 inwoners was. Hier hielp hij met het op touw zetten van de Pittsburgh Gazette. De oprichting van Allegheny County is grotendeels aan Brackenridge te danken geweest.
In 1786 werd Hugh Henry Brackenridge toegelaten tot de State Assembly van Pennsylvania, waar hij zich met name hard maakte voor de doorvoer van een federale constitutie en de Pittsburgh Academy oprichtte. Ook speelde Brackenridge een rol in het zogeheten Westsylvania-geschil, dat ging over de vraag of Westsylvania de veertiende Amerikaanse deelstaat moest worden. Toen Brackenridge probeerde te bemiddelen in de Whiskeyopstand, verloor hij bijna zijn leven. Hij stelde zich ook kandidaat voor het Amerikaans Congres, maar werd verslagen door Albert Gallatin.
In 1815 voltooide Brackenridge eindelijk Modern Chivalry.

## Werken
- 1776. 	The Battle of Bunker Hill. Een tragedie voor Maryland's Somerset Academy, waarin de contrasterende visies van de Revolutionaire leiders en de Britten centraal staan.
- 1777. 	The Death of General Montgomery at the Siege of Québec. Een patriottistisch drama (ook voor Maryland's Somerset Academy) over de slecht afgelopen aanval op Quebec.
- 1783.         *Brackenridge, H. H., ed. Indian Atrocities: Narratives of the Perils and Sufferings of Dr. Knight and John Slover, among the Indians during the Revolutionary War, with Short Memoirs of Col. Crawford & John Slover. Cincinnati, 1867.
- 1792. 	Modern Chivalry. De eerste twee delen van Brackenridge's satirische roman.
- 1795. 	Incidents of the Insurrection in the Western Parts of Pennsylvania. Over het conflict tussen de federale regering en de plaatselijke opstandelingen tijdens de Whiskeyopstand.
- 1814.	 	Law Miscellanies. Essays over de wetgeving in Amerika en Groot-Brittannië
- 1815. 	Modern Chivalry. Laatste toevoegingen aan zijn vierdelige roman.